# Internationella fonden för jordbruksutveckling

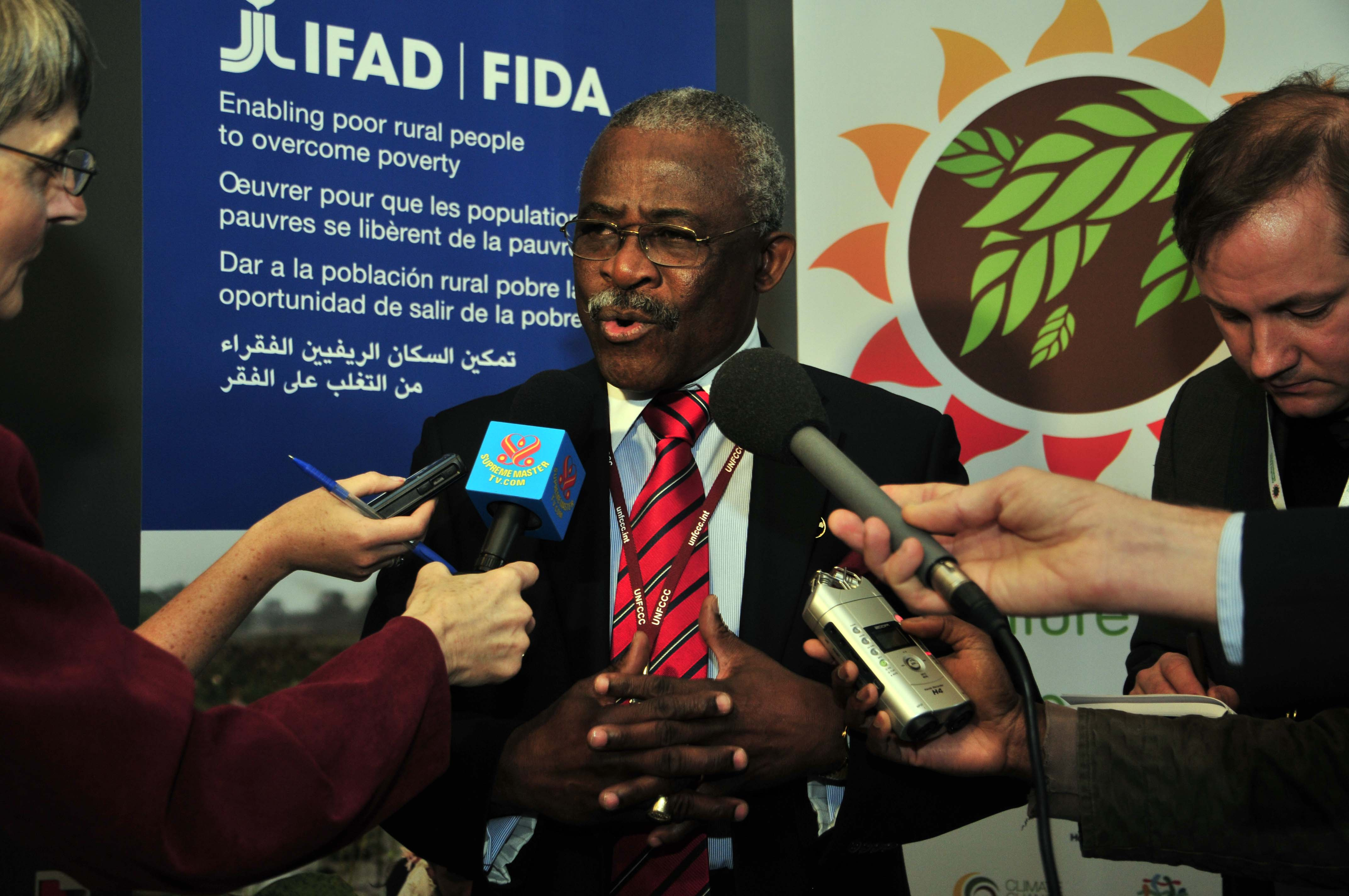
Kanayo F. Nwanze på IFAD:s konferens i samband med COP15 i Köpenhamn.

Internationella fonden för jordbruksutveckling (International Fund for Agricultural Development, IFAD) är ett av FN:s fackorgan för livsmedels- och jordbrukssektorn tillsammans med WFP och FAO. IFAD:s uppgift är att som internationell finansieringsinstitution stödja utvecklingsprojekt inom rurala näringar, främst jordbruk, i syfte att bekämpa fattigdom. Huvudkontoret är beläget i Rom.

## Presidenter
- 2001–2009: Lennart Båge
- 2009–2017: Kanayo F. Nwanze
- 2017–2022 Gilbert Houngbo
- 2022- : Alvaro Lario [1]